# Nunatak Evensen
Le nunatak Evensen est situé à 3 km au nord-ouest du nunatak Dallmann (en) dans le groupe des nunataks Seal (en), au large de la côte est de la péninsule Antarctique.

## Histoire
Il a été cartographié pour la première fois lors du Falkland Islands Dependencies Survey en août 1947, et nommé en l'honneur du capitaine du Hertha Carl Julius Evensen, qui a exploré la côte ouest de la péninsule Antarctique en 1893.